# Santa Ana Tlapacoyan
Santa Ana Tlapacoyan är en kommun i Mexiko.   Den ligger i delstaten Oaxaca, i den sydöstra delen av landet, 400 km sydost om huvudstaden Mexico City.
Följande samhällen finns i Santa Ana Tlapacoyan:
- Rincón de Tlapacoyan
- Agua Blanca